# Economía de Miranda de Ebro
La economía de Miranda de Ebro se basa fundamentalmente en la actividad secundaria. Hasta mediados del siglo XIX, la agricultura, la artesanía y las ferias concedidas en los siglos xiii y xiv fueron el motor económico de la localidad. La implantación del ferrocarril, así como la industrialización de los años 1950, han hecho de Miranda de Ebro un foco industrial importante en el norte de España. Este desarrollo industrial ha provocado que, según algunas organizaciones ecologistas, Miranda se encuentre entre los diez focos más contaminantes de España.

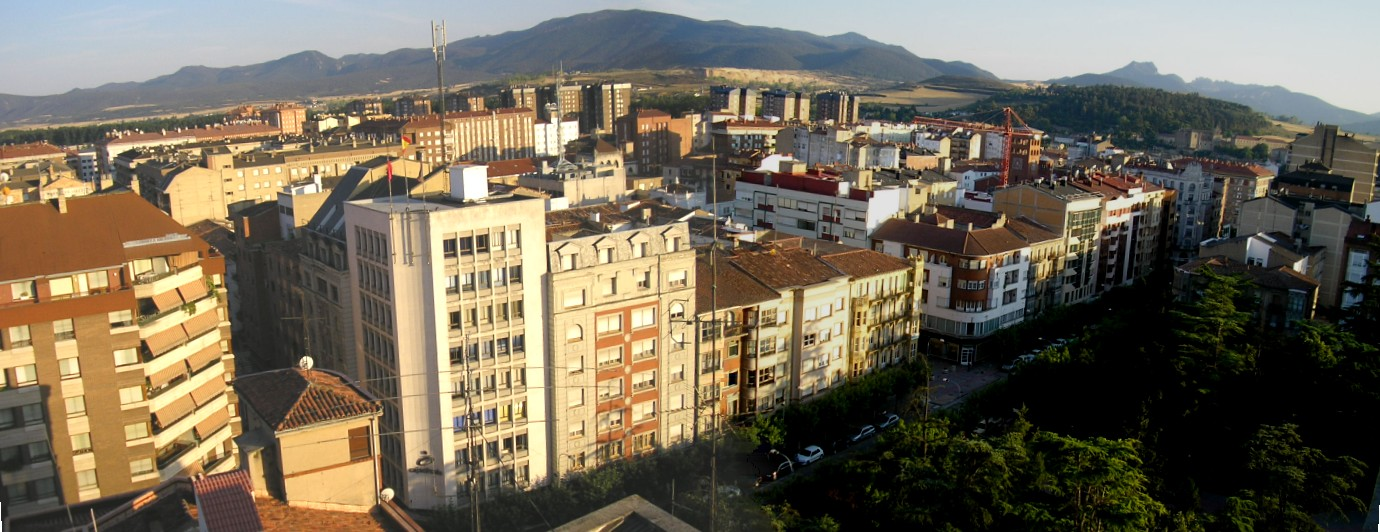
En el ensanche de Miranda de Ebro se concentran la mayoría de las sedes de las sucursales bancarias. En la imagen vista aérea de la calle La Estación.

## Reseña histórica
Miranda de Ebro se enclava en un cruce de caminos desde tiempos inmemoriales. Ya desde tiempos del Imperio romano cruzaba la comarca de Miranda de Ebro la calzada Ab Asturica Burdigalam (Astorga-Burdeos), o Iter XXXIV, que cruzaba el Ebro junto al núcleo de Deóbriga. También el hecho de disponer de un puente sobre el río desde al menos el siglo XII, junto con los derechos del Fuero de Miranda, han hecho que la economía de la ciudad esté más desarrollada que la del entorno.
Algunos de los privilegios del fuero que otorgaba a la villa eran de carácter económico, tales como:
- Establecía para Miranda un mercado semanal a celebrar los miércoles: para participar en el mismo, los vecinos mirandeses habían de pagar una tasa por el paso del pan, la sal y los frutos, estando libres de impuesto el resto de mercancías vendidas en el mercado.
- Los foráneos que acudiesen a comerciar debían pagar su portazgo sobre cualquier tipo de producto.
- La Carta Foral disponía que los habitantes del alfoz mirandés podían acudir sin pagar tributo alguno a tres mercados a celebrar en la ciudad en el mes de marzo.

Si bien los derechos forales fueron importantes, no menos lo son las ferias otorgadas entre los siglos XIII y XIV. El 27 de noviembre de 1254, Miranda vio consolidado el comercio con la concesión por parte de Alfonso X el Sabio de la feria de mayo, a la que se sumó el 2 de abril de 1332 la concesión por parte de Alfonso XI de Castilla de la feria del Ángel.
La agricultura, la artesanía y los gremios fueron el motor económico de la villa hasta mediados del siglo XIX con la llegada del ferrocarril, que supuso la modernización de la villa. Más tarde se instalaron grandes empresas, como la azucarera, pero fue en la década de los años 1950 cuando realmente se produjo el despegue industrial que convirtió a Miranda de Ebro en uno de los focos industriales más importantes del norte de España.
La crisis económica de 2008-2009 tuvo especial incidencia en la ciudad, ya que su economía estaba basada fundamentalmente en la industria. Esta recesión fue el mayor golpe económico de la historia de Miranda de Ebro, donde se alcanzaron picos de desempleo nunca vistos anteriormente.

## Reparto sectorial
En 2006, sector que mayor número de puestos de trabajo generaba en Miranda de Ebro fue el sector servicios, que daba trabajo a 7195 personas, lo que representaba el 57,6% de los trabajadores afiliados a la Seguridad Social.
A continuación se situaban el sector de la industria y la construcción: 3259 personas estaban afiliadas a centros de trabajo industriales y 1891 encontraban trabajo en el sector de la construcción. Esto representaba el 26,1% y el 15,1% del total de trabajadores. Por último,, el sector primario daba empleo a tan sólo 141 personas, apenas el 1,2% del total.
Del total de 12.499 trabajadores ocupados a fecha de 31 de marzo de 2006, 10.190 trabajaban por cuenta ajena, mientras que el resto, 2309 personas, eran autónomos.
Finalmente, respecto a la distribución de los centros de trabajo en Miranda de Ebro, el 71,1% correspondía a empresas del sector terciario, el 12,4% a centros industriales, el 15,5% a empresas de la construcción y el 1% a centros agrarios. El evidente peso industrial de la ciudad se deja ver en este último porcentaje, que dice que el 12,4% se los trabajadores lo hacía en un centro industrial, ya que dobla el de capitales de comunidad autónoma como Santander y Valladolid, que son el 4,7% y el 6,0% respectivamente.

## Mercado de trabajo
Miranda de Ebro contaba a 31 de marzo de 2007 con una población de 38.417 habitantes, de los cuales 26.367 pertenecían a la llamada población activa, con edades comprendidas entre los 15 y los 64 años. Esto se traduce en que el 68,6% de los mirandeses estaba en edad laboral, frente al 67% provincial y al 69% nacional.
Es sin embargo destacable el bajo índice de afiliación a la Seguridad Social en la ciudad. Del total de la población activa, se encontraban afiliados a la Seguridad Social tan sólo el 43,3%, porcentaje inferior a la media provincial (64,2%) y nacional (61,5%), a fecha de 31 de marzo de 2007.
En cuanto al paro registrado a 31 de marzo de 2008, Miranda de Ebro contaba con un total de 1.798 parados, lo que supone una tasa de desempleo del 6,8%. La media mirandesa era ligeramente superior a la media de la provincia de Burgos pero inferior a la nacional, que se situaban en el 5,8% (14.256 parados) y el 7,4% (2.300.975 de desempleados) respectivamente.

### Crisis de 2008-2015
La Crisis económica de 2008-2015 provocó que desde otoño de 2008 se registrase un aumento constante del desempleo hasta que en marzo de 2009, con 2.970 desempleados, se superase el máximo histórico en los últimos diez años hasta ese momento. Este dato supuso un incremento del 56% respecto a enero de 2008. Además, el mal estado de la economía mundial provocó el inicio de numerosos expedientes de regulación de empleo en la ciudad, que obligó a cerrar algunas multinacionales y pymes durante un tiempo o definitivamente. La crisis aún se mantuvo con virulencia durante los siguientes cuatro años, y lejos de mejorar, la tónica ascendente de desempleo llegó a alcanzar su pico máximo en octubre de 2012, con 4.019 parados. Según un estudio publicado en 2016 por el Consejo Superior de Investigaciones Científicas (CSIC), Miranda de Ebro es la localidad de Castilla y León de más de 20.000 habitantes que más ha  sufrido la sacudida de la crisis.

## Sectores productivos

### Sector primario
El sector primario mirandés se encuentra en proceso de desaparición; sin embargo el cereal aún se mantiene como el primer cultivo de la zona. Otros, como el de regadío, la remolacha y el viñedo, se explotan de manera más minoritaria. En otros tiempos la zona tuvo gran importancia ganadera y equina, como atestiguan las ferias que aún se vienen realizando desde el siglo XIV en marzo y mayo.
La minería también tiene su sitio en la economía mirandesa. En los alrededores de la ciudad hay diversas graveras y canteras que extraen áridos y calizas principalmente.
Miranda de Ebro dispone de una superficie agrícola de 10.099 hectáreas. La mayor parte de estas tierras, el 50,12% del total (que representan 5.061,6 hectáreas), se dedica a cultivos herbáceos; tierras arables y huertas fundamentalmente.

### Sector secundario
Miranda de Ebro es, según los últimos datos, la cuarta ciudad más industrializada de Castilla y León, tras los focos de Valladolid, Burgos y Palencia.

#### Inicios
El desarrollo industrial de Miranda de Ebro se inició en la segunda mitad del siglo XIX, concretamente en torno a 1862, con la llegada del ferrocarril a la ciudad. Su construcción y su posterior mantenimiento hicieron que el aumento de población fuese considerable. Las instalaciones ferroviarias daban trabajo a 300 personas a finales del siglo XIX, justo la misma población con la que contaba Miranda 150 años antes.
Durante más de sesenta años el tren fue el único motor de la ciudad, pero en 1925, la implantación de una fábrica azucarera en la ciudad mejoró las expectativas económicas, ya que impulsó el rendimiento del mundo rural mirandés. La Sociedad Azucarera Leopoldo, que es como se llamó a la empresa, tuvo su implantación gracias al empresario

### = Despegue industrial

##### FEFASA

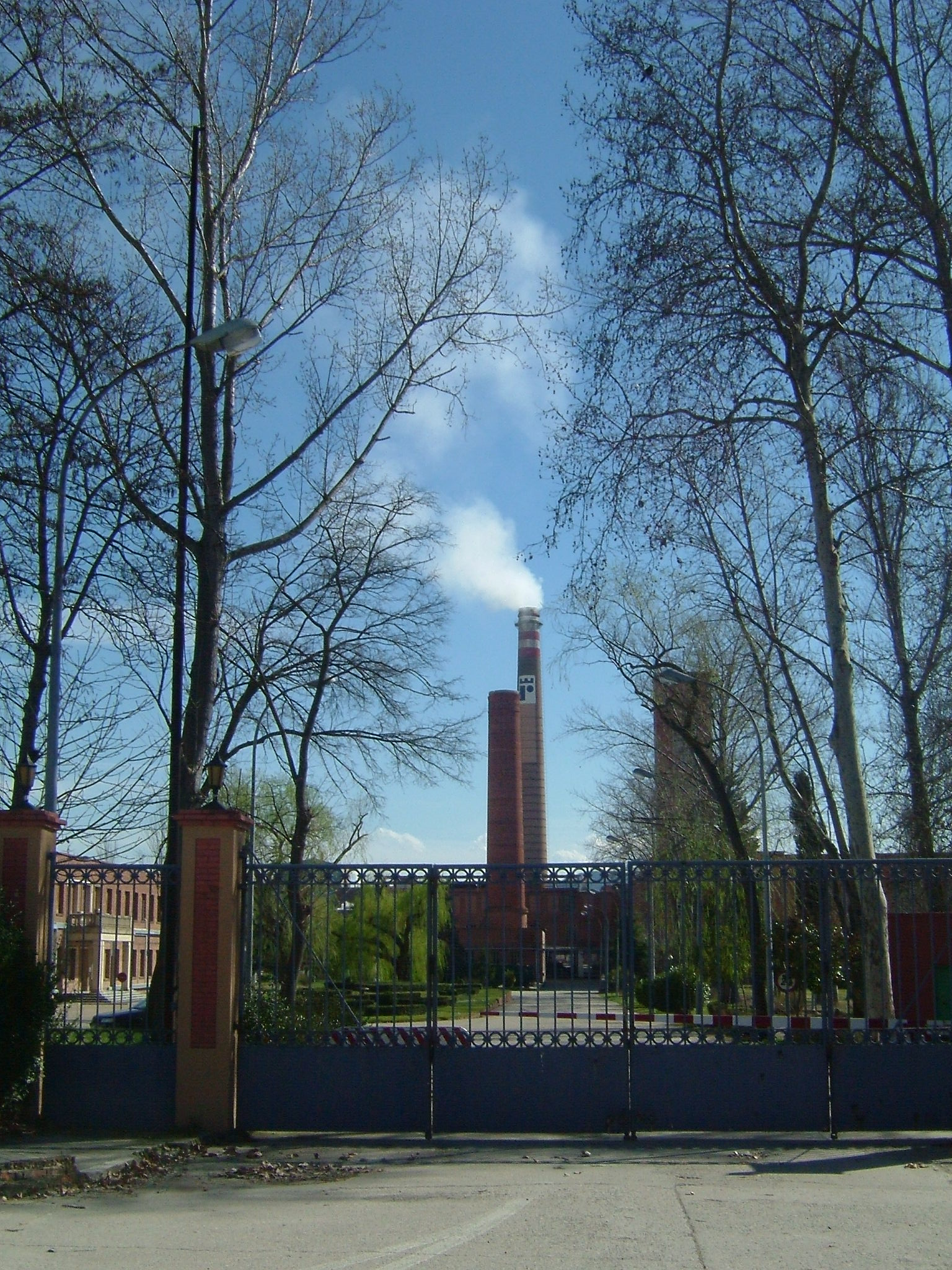
Entrada de la fábrica papelera de Miranda de Ebro que se instaló en 1940 con el nombre de FEFASA.

Los años venideros fueron muy productivos y la población de la ciudad aumentó de manera muy significativa, pero no fue hasta después de la guerra civil española cuando realmente comenzó la industrialización de Miranda de Ebro y su entorno. En junio de 1940 se constituyó la empresa Fabricación Española de Fibras Artificiales, S.A. (FEFASA), que junto con SNIACE (Torrelavega) e ICNASA, son las primeras fábricas de fibras artificiales de España. La empresa entró en funcionamiento en 1948, aunque no estuvo plenamente operativa hasta 1952, fecha en la que se inauguró oficialmente, debido a los grandes problemas económicos que tuvo que superar. Cuando se construyó la chimenea principal de la fábrica (1947-1948), fue el edificio industrial más alto del país, con sus 113 metros de altura. Su misión inicial era conseguir fibra semi-sintética a partir de paja de cereal, pero con los años se dieron cuenta de que aquel proyecto no era rentable. 
La máxima de la empresa durante esa época fue llegar al récord de producción, olvidando realmente la demanda. En 1954 la empresa fabricó el 50% de toda la producción nacional de fibras. Este hecho provocó que los almacenes de la empresa se llenasen porque no eran capaces de sacar al mercado tanta producción.

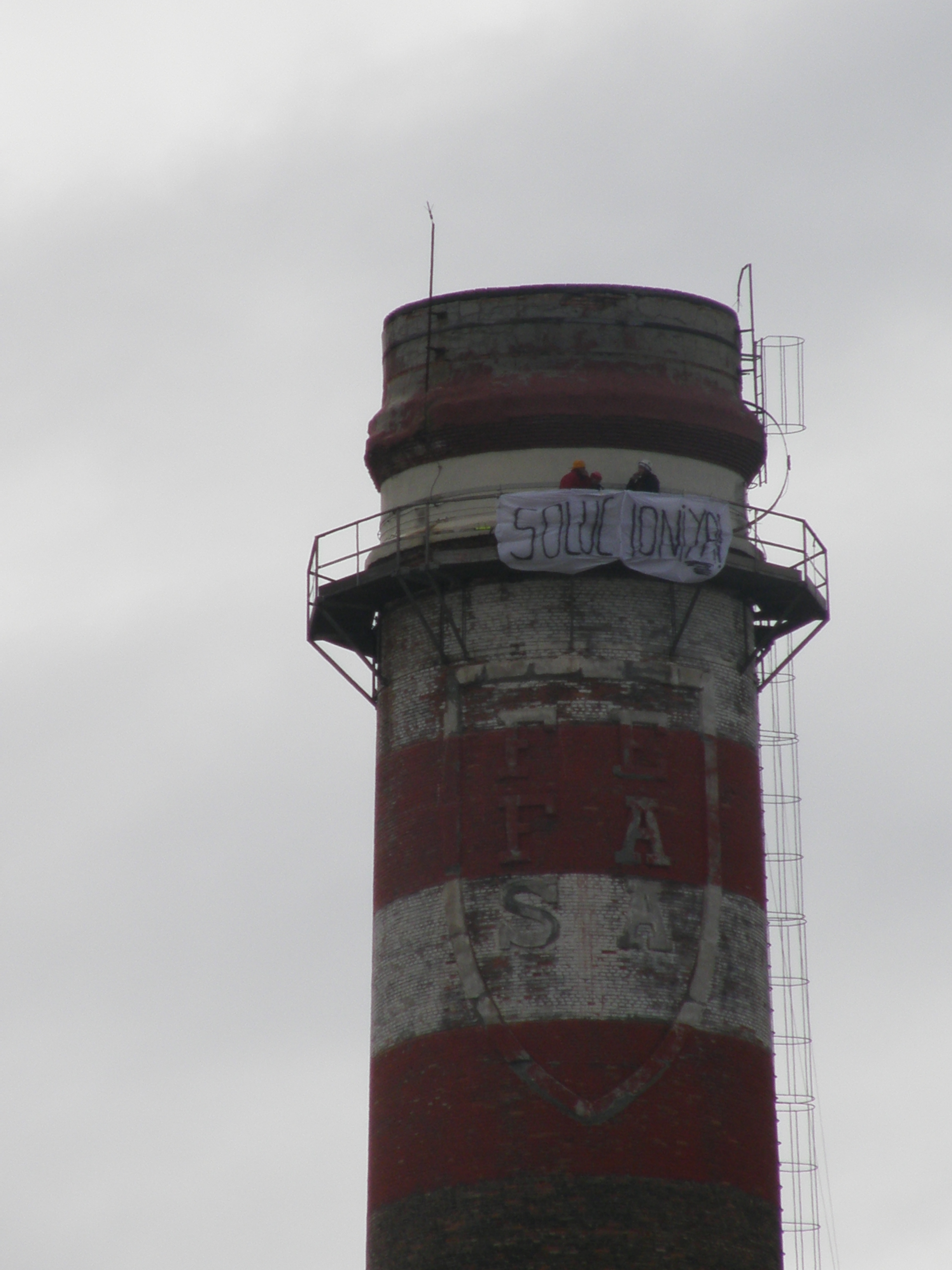
Trabajadores acampados en la chimenea de la planta papelera (a 113 metros de altitud) como medida de protesta del cierre de la fábrica en septiembre de 2009.

Las pastas celulósicas ganaron fuerza y FEFASA se desmarcó hacia la producción de papel. Las fibras sintéticas se impusieron sobre las artificiales, y para atender la producción de éstas, FEFASA decidió en 1965 constituir Industrias Químicas Altamira, S.A.
El 25 de marzo de 1972, la Empresa Nacional de Celulosa (ENCE) absorbió a FEFASA, que como tal había sido un auténtico fracaso económico, ya que fue constituida por el régimen franquista como signo de progreso dejando de lado su rentabilidad. Sin embargo, gracias a su implantación miles de mirandeses consiguieron trabajo y el número de habitantes de Miranda de Ebro aumentó de forma espectacular en las décadas de los años 1950 y 1960. En 1952 la empresa daba trabajo a 2424 trabajadores. En 1957, Francisco Franco visitó la empresa y en 1958 se inauguró el Poblado de FEFASA (llamado actualmente Poblado de los Ángeles) con la intención de albergar, en casas unifamiliares, a los empleados de la fábrica.
ENCE se mantuvo hasta 1987, cuando la fábrica fue adquirida por Scott por un total de 10 000 millones de pesetas. En 1995 pasó a ser propiedad de Kimberly Clark, pero solo hasta 1999, cuando la sueca Rottneros la compró.
La empresa cerró en 2009 tras duras protestas de sus trabajadores y un ERE que concluyó en septiembre de ese mismo año.

##### Sector químico
Otras muchas empresas se instalaron en la ciudad gracias al foco de atracción que supuso FEFASA. En la vecina localidad alavesa de Lantarón, se instaló General Química en 1948, y años más tarde, en 1963, INCOSA se instala junto a la primera. En 1950 se constituyó Químicas del Bayas, S.A. (QUIBASA) con el objetivo de suministrar sulfuro de carbono a FEFASA, y se mantuvo operativa hasta 1975. En 1957 se instaló Resinas Poliésteres, S.A. (REPOSA) para la fabricación de materias plásticas.

##### Industria nuclear
En 1971, en la vecina localidad de Garoña, se abrieron las puertas de la Central nuclear Santa María de Garoña, dando empleo a cientos de mirandeses de manera directa e indirecta. La central financió multitud de actividades sociales y equipamientos en la comarca, aunque siempre ha estado presente cierto rechazo y miedo.

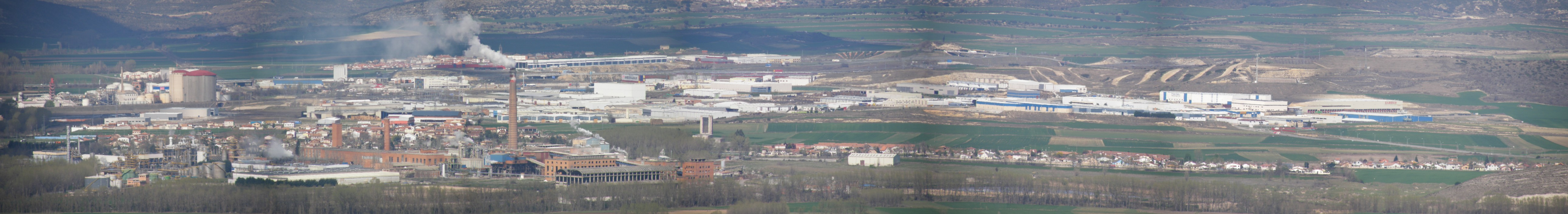
Vista panorámica de la zona industrial de Bayas. En la izquierda se observa la fábrica azucarera, en primer término las plantas de Montefibre y FEFASA; y en el centro-derecha de la imagen el polígono industrial de Bayas.

#### Industria en la actualidad
En 1969 se gesta el primer polígono industrial de la ciudad, pero no es hasta 1981 cuando el Polígono Industrial de Bayas comienza a albergar pequeñas y medianas empresas. La falta de suelo industrial durante la última década del siglo XX propició un descenso en el número de habitantes de la ciudad. Con la implantación del polígono industrial llegó a la ciudad el suministro de gas canalizado, siendo la primera ciudad de Castilla y León en tenerlo.

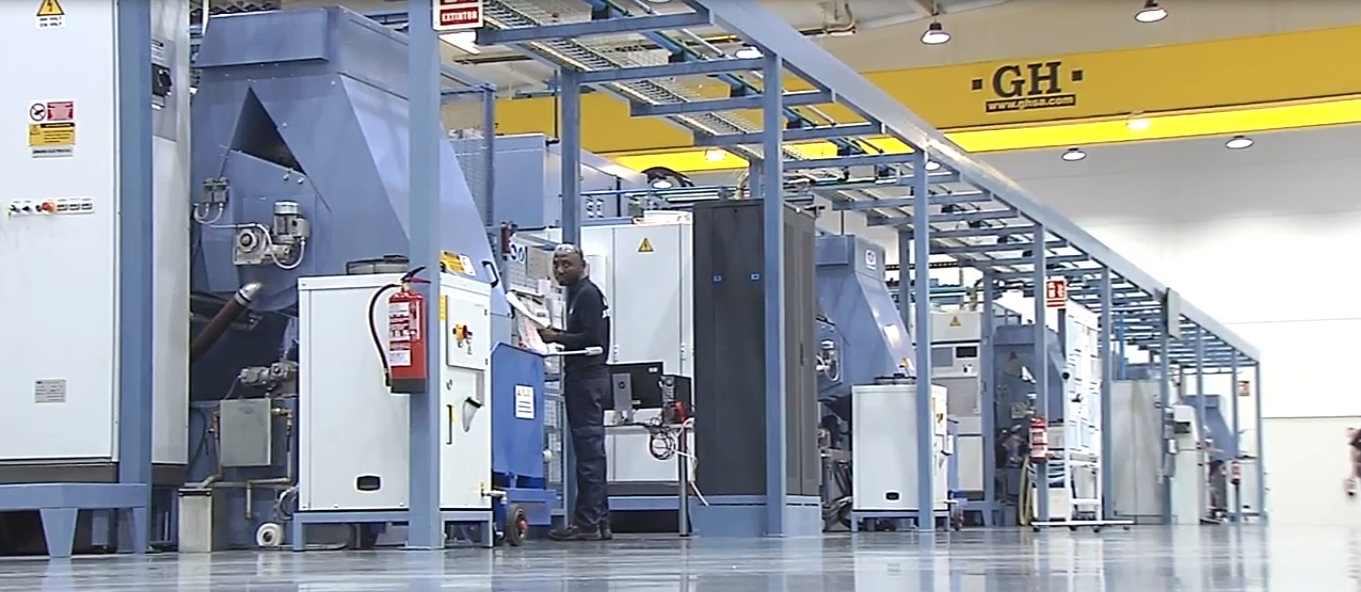
Aciturri Aeroengines

En 2010 se inauguró el Parque Empresarial de Ircio, uno de los más extensos de Castilla y León. En la zona de influencia de la ciudad se sitúan otras empresas agroalimentarias, aeronáuticas y siderúrgicas, entre otras. Además de los polígonos industriales de Bayas e Ircio, existen otras zonas industriales de menor tamaño, como el polígono industrial Las Californias. A escasos centenares de metros del polígono de Bayas se encuentra, en territorio de Álava, la plataforma logística Arasur.

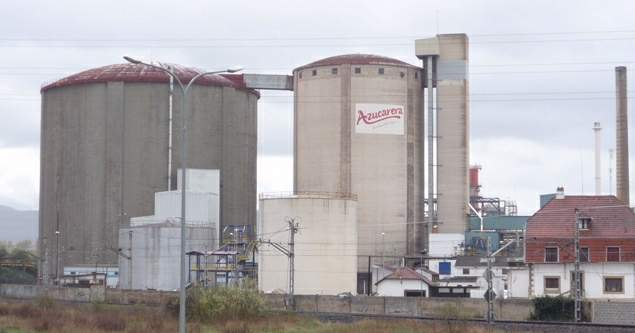
La refinería de Azucarera en Miranda de Ebro

Uno de los sectores más punteros de la industria mirandesa es la aeronáutica, con la presencia del Grupo Aciturri, cuya sede se encuentra en Miranda de Ebro. Este grupo se encarga de la fabricación de componentes y estructuras aeronáuticas, mecanizado de precisión y diseño de prototipos. Sus contratos con Boeing, Rolls-Royce y Airbus, y la reciente adquisición del 54% de las acciones del Grupo Aries, han posicionado al grupo mirandés como uno de los principales líderes del sector aeronáutico en España.
La economía de la ciudad, eminentemente industrial, se ha topado con un obstáculo en su camino: la ecología. Durante los últimos años la población mirandesa ha reclamado la instalación de industria limpia en lugar de la contaminante que abunda en sus polígonos industriales. La Bajada del Ebro para rechazar los vertidos industriales a los ríos y el cierre de la C.N. de Garoña son algunas de las reivindicaciones más habituales. Los días 4 y 5 de noviembre de 2007 se produjo un hecho sin precedentes en la economía de la ciudad, y fue que se celebró un referéndum popular (denominado consulta vecinal informativa) en el que la ciudadanía votó en contra de la instalación de dos centrales de ciclo combinado en las inmediaciones de la ciudad con un 96,54% del total de los votos (votó el 36,6% del censo, es decir, 12.291 personas). Según los expertos, la puesta en marcha de la central de Miranda (junto con la planeada en Lantarón) aumentaría la temperatura, los niveles de CO2 y óxidos de nitrógeno entre otros.
La herencia industrial tiene sin embargo sus consecuencias negativas. En febrero de 2008, la organización ecologista Greenpeace situaba a Miranda de Ebro como uno de los diez focos más contaminantes de España, y vertía la mayor parte de la culpa a la empresa papelera Rottneros. Los datos aportados por Greenpeace fueron desmentidos desde el ayuntamiento de la ciudad.

### Sector servicios

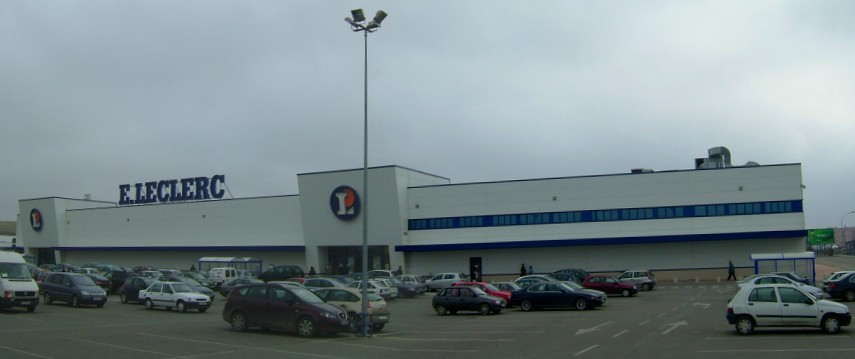
Hipermercado E.Leclerc en Miranda de Ebro.

En este sector se incluyen el comercio, el turismo, la hostelería, las finanzas, la administración pública  y la administración de otros servicios relacionados con la cultura y el ocio. El sector terciario se encuentra en auge como dinámica general, al igual que ocurre en el resto de Europa. El comercio tradicional ha dejado paso a nuevas superficies equipadas para el comercio y el ocio. Grandes firmas como E.Leclerc, Inditex, Eroski, Mercadona, etc. se han instalado en la ciudad. Por el momento no existe ningún centro comercial, y es que el comercio mirandés se ve fuertemente perjudicado debido a la competencia generada desde la cercana Vitoria.
En 2006 se censaban aproximadamente 1160 locales comerciales. La ciudad dispone de Plaza de Abastos y cada sábado se celebra un mercadillo callejero con diversos puestos, sobre todo textiles, calzado, frutas y hortalizas. El número de bancos y caja de ahorros se ha incrementando de forma notable durante los últimos años.
El turismo es un sector al alza en Miranda de Ebro. La ciudad está potenciando sus valores culturales y su situación geográfica para ganar visitantes cada año. La comarca nunca ha vivido de este negocio; sin embargo, durante el año 2013 la ciudad acogió a unos 4000 turistas y la ocupación hotelera rozó el lleno completo en varias ocasiones.
La Cámara de Comercio e Industria de Miranda de Ebro está presente en la ciudad desde el año 1910, aunque no fue hasta el 16 de marzo de 1912 cuando quedó oficialmente constituida según el gobierno central tras la reorganización de cámaras producida en aquel año. Este órgano trata de impulsar el comercio y la industria local a través de convenios y actividades; en definitiva, fomentar la economía local.

## La empresa familiar
A pesar de que son multinacionales las que dirigen las empresas más grandes de la ciudad, un estudio revela que el 80% de los negocios en Miranda de Ebro son de tipo pyme y familiares. Esto significa que el relevo generacional en la ciudad es fundamental de cara a mantener una economía sólida en el futuro. La mayoría de empresas familiares veteranas en la ciudad corresponden al sector servicios, aunque también hay algunas de transporte, como Autobuses Barredo, que data de 1810.